# Oxytropis melanotricha
Oxytropis melanotricha är en ärtväxtart som beskrevs av Aleksandr Andrejevitj Bunge. Oxytropis melanotricha ingår i släktet klovedlar, och familjen ärtväxter. Inga underarter finns listade i Catalogue of Life.